# Bursera gibarensis
Bursera gibarensis är en tvåhjärtbladig växtart som beskrevs av M.C.Martínez, Daly & J.Pérez. Bursera gibarensis ingår i släktet Bursera och familjen Burseraceae. Inga underarter finns listade i Catalogue of Life.